# 10248 Fichtelgebirge
A 10248 Fichtelgebirge (ideiglenes jelöléssel 7639 P-L) a Naprendszer kisbolygóövében található aszteroida. Cornelis Johannes van Houten,  Ingrid van Houten-Groeneveld és Tom Gehrels fedezte fel 1960. október 17-én.